# Куновский сельский совет (Кобелякский район)
Куновский сельский совет (укр. Кунівська сільська рада) — входит в состав
Кобелякского района
Полтавской области
Украины.
Административный центр сельского совета находится в 
с. Куновка.

## Населённые пункты совета
- с. Куновка
- с. Гали-Горбатки
- с. Колесниковка
- с. Лещиновка
- с. Яблоновка